# 拉馬錢德蘭·斯洛
拉馬錢德蘭·斯洛（英語：Ramchandran Shlok，1995年3月10日—），印度男子羽毛球運動員。

## 簡歷
2014年12月，拉馬錢德蘭·斯洛分别與桑亞姆·舒克拉以及梅加纳·杰坎普迪出战印度羽毛球國際挑戰賽，在男双决赛以0比2（15-21、15-21）不敌赛会头号种子、队友的马奴·阿特里/苏密特·雷迪，赢得亚军；而混双準决赛以0比2（18-21、13-21）不敌赛会3号种子、队友的马奴·阿特里/斯基·雷迪。
2015年6月，拉馬錢德蘭·斯洛與桑亞姆·舒克拉出戰毛里裘斯羽毛球國際賽，在男双決賽以2比0（21-19、21-12）擊敗了南非選手安德里斯·马兰/威廉·维尔容組合，奪得個人生涯中首個國際賽冠軍。同年12月，他与南达戈帕尔·基达姆比出战孟加拉羽毛球國際挑戰賽，在男双準决赛以1比2（22-24、21-16、12-21）不敌赛会头号种子、队友的普拉纳·杰里·乔普拉/艾谢·迪瓦卡。同期12月，他与南达戈帕尔·基达姆比出战土耳其梅爾辛羽毛球國際賽，在男双準决赛以0比2（17-21、17-21）不敌丹麦强档的卡斯珀·安东森/尼克拉斯·诺尔。
2016年9月，拉馬錢德蘭·斯洛與阿琼·M·R出戰比利時羽毛球國際賽，在男双準决赛以0比2（21-23、13-21）不敌丹麦的弗雷德里克·科爾貝爾/拉斯穆斯·弗萊德伯格。同期9月，他与阿琼·M·R出戰波蘭羽毛球國際賽，在男双準决赛以0比2（13-21、18-21）不敌中華台北的盧敬堯/楊博涵。同年11月，他与阿琼·M·R出戰印度羽毛球國際系列賽，在男双準決賽以2比3（6-11、11-8、11-9、11-13、12-14）不敌赛会头号种子、马来西亚的吳世飛/努·伊祖丁·穆罕默德·侞薩尼。同期11月，他与阿琼·M·R出戰印度羽毛球國際挑戰賽，在男双决赛以1比3（12-10、9-11、7-11、5-11）不敌队友的萨维克赛拉吉·兰基雷迪/奇拉格·谢提，赢得亚军。同年12月，他与阿琼·M·R出戰尼泊爾羽毛球國際系列賽，在決賽以2比0（21-18、21-15）擊敗了巴基斯坦選手里兹万·阿扎姆/苏莱里·卡西夫·阿里組合，奪得冠軍。
2017年2月，拉馬錢德蘭·斯洛與阿琼·M·R出戰伊朗羽毛球國際挑戰賽，在男双决赛以3比0（11-8、11-8、11-9）击败了赛会5号种子、印尼的凯纳斯·阿迪·哈迪安托/穆罕默德·利萨·巴列维·伊斯法哈尼，赢得冠军。同年7月，他与阿琼·M·R出戰俄羅斯羽毛球大獎賽，在男双準決賽以0比3（3-11、2-11、4-11）不敌赛会头号种子、俄罗斯强档的弗拉基米尔·伊万诺夫/伊万·索松诺夫。同年9月，他与阿琼·M·R出戰越南羽毛球大獎賽，在男双準决赛以1比2（11-21、21-17、19-21）惜败于赛会3号种子、中華台北的廖敏竣/蘇敬恒。同年9月，他与阿琼·M·R出戰埃塞俄比亞羽毛球國際賽，在男双决赛以2比0（21-7、21-19）击败了赛会3号种子、约旦的巴哈迪恩·艾哈迈德·阿沙尼克/穆罕默德·纳塞尔·曼苏尔·纳耶夫，赢得冠军。同年12月，他与阿琼·M·R出戰意大利羽毛球國際賽，在男双準决赛以0比2（23-25、12-21）不敌赛会5号种子、荷兰强档的耶勒·马斯/罗宾·塔博林。

## 主要比賽成績
| 年份   | 賽事                     | 公開賽級別 | 項目     | 拍檔                | 成績   |
| ------ | ------------------------ | ---------- | -------- | ------------------- | ------ |
| 2014年 | 印度羽毛球國際挑戰賽     | 國際挑戰賽 | 男子雙打 | 桑亞姆·舒克拉       | 亞軍   |
| 2014年 | 印度羽毛球國際挑戰賽     | 國際挑戰賽 | 混合雙打 | 梅加纳·杰坎普迪     | 準決賽 |
| 2015年 | 毛里裘斯羽毛球國際賽     | 國際系列賽 | 男子雙打 | 桑亞姆·舒克拉       | 冠軍   |
| 2015年 | 孟加拉羽毛球國際挑戰賽   | 國際挑戰賽 | 男子雙打 | 南达戈帕尔·基达姆比 | 準決賽 |
| 2015年 | 土耳其梅爾辛羽毛球國際賽 | 國際挑戰賽 | 男子雙打 | 南达戈帕尔·基达姆比 | 準決賽 |
| 2016年 | 比利時羽毛球國際賽       | 國際挑戰賽 | 男子雙打 | 阿琼·M·R            | 準決賽 |
| 2016年 | 波蘭羽毛球國際賽         | 國際系列賽 | 男子雙打 | 阿琼·M·R            | 準決賽 |
| 2016年 | 印度羽毛球國際系列賽     | 國際系列賽 | 男子雙打 | 阿琼·M·R            | 準決賽 |
| 2016年 | 印度羽毛球國際挑戰賽     | 國際挑戰賽 | 男子雙打 | 阿琼·M·R            | 亞軍   |
| 2016年 | 尼泊爾羽毛球國際系列賽   | 國際系列賽 | 男子雙打 | 阿琼·M·R            | 冠軍   |
| 2017年 | 伊朗羽毛球國際挑戰賽     | 國際挑戰賽 | 男子雙打 | 阿琼·M·R            | 冠軍   |
| 2017年 | 俄羅斯羽毛球大獎賽       | 大獎賽     | 男子雙打 | 阿琼·M·R            | 準決賽 |
| 2017年 | 越南羽毛球大獎賽         | 大獎賽     | 男子雙打 | 阿琼·M·R            | 準決賽 |
| 2017年 | 埃塞俄比亞羽毛球國際賽   | 國際系列賽 | 男子雙打 | 阿琼·M·R            | 冠軍   |
| 2017年 | 意大利羽毛球國際賽       | 國際挑戰賽 | 男子雙打 | 阿琼·M·R            | 準決賽 |
| 2018年 | 希臘羽毛球公開賽         | 國際系列賽 | 男子雙打 | 阿琼·M·R            | 冠軍   |
| 2019年 | 阿塞拜疆羽毛球國際賽     | 國際挑戰賽 | 男子雙打 | 阿琼·M·R            | 準決賽 |
| 2019年 | 蒙古國羽毛球國際賽       | 國際挑戰賽 | 男子雙打 | 阿琼·M·R            | 準決賽 |
| 2019年 | 加納羽毛球國際賽         | 國際系列賽 | 男子雙打 | 阿琼·M·R            | 冠軍   |
| 2019年 | 加納羽毛球國際賽         | 國際系列賽 | 混合雙打 | 鲁塔帕纳·潘达       | 冠軍   |
| 2019年 | 拉各斯羽毛球國際經典賽   | 國際挑戰賽 | 男子雙打 | 阿琼·M·R            | 亞軍   |
| 2019年 | 拉各斯羽毛球國際經典賽   | 國際挑戰賽 | 混合雙打 | 鲁塔帕纳·潘达       | 亞軍   |

| 2007-2017年 | 首要超級賽 | 超級賽 | 黃金大獎賽 | 大獎賽 | 國際挑戰賽 | 國際系列賽 | 未來系列賽 | 其他 |

| 2018-2026年 | 總決賽 | 超級1000賽 | 超級750賽 | 超級500賽 | 超級300賽 | 超級100賽 | 國際挑戰賽 | 國際系列賽 | 未來系列賽 | 其他 |

### 奧運會和世錦賽參賽紀錄
|          | 搭檔     | 2017 | 2018 | 2019 | 2020 | 2021 |
| -------- | -------- | ---- | ---- | ---- | ---- | ---- |
| 男子雙打 | 阿琼·M·R | 48強 | 48強 | 32強 | －   | 32強 |